# Райс, Эл
Эл Райс (англ. Al Ries, 14 ноября 1926 — 7 октября 2022) — американский маркетолог, писатель, соучредитель и председатель консалтинговой фирмы «Ries & Ries» (Атланта). Вместе с Джеком Траутом Райс разработал концепцию «позиционирования».

## Биография
После окончания в 1950 году Университета ДеПаува (англ. DePauw University) со степенью в гуманитарных науках, Райс устроился на работу в рекламный департамент компании «General Electric». В 1963 году в Нью-Йорке он основал своё собственное рекламное агентство «Ries Cappiello Colwell»; позже это агентство было трансформировано в фирму по разработке маркетинговых стратегий «Trout & Ries».
В 1972 в соавторстве с Джеком Траутом Эл опубликовал в журнале «Advertising Age» трилогию из статей, посвящённых наступлению «эры позиционирования» — новой маркетинговой концепции. Эта концепция совершила переворот в мире маркетинга и рекламы. Прежде о маркетинге думали как о коммуникации. Однако Райс и Траут доказали, что компании становятся успешными тогда, когда им удаётся найти в сознании покупателей свободную нишу и заполнить её своим брендом.
В 1994 году совместно со своей дочерью Лорой Райс, окончившей Северо-Западный университет и отработавшей менеджером по работе с клиентами в рекламном агентстве TBWA (Нью-Йорк), основал компанию «Ries & Ries» (Атланта).
В декабре 2013 года Эл Райс вместе с Лорой Райс посетил Москву и дал «мастер-класс для российского бизнеса».

## Достижения
- В 1999 году Эл Райс был признан журналом «PR Week magazine» одним из 100 самых влиятельных людей XX века.
- Публикации Эла Райса вошли под № 56 в число 75 самых важных в истории журнала «Advertising Age». «Эра позиционирования не закончена. То, что вошло в лексикон маркетологов в начале 1970-х, теперь входит в учебники», — отметило издание.
- Книги, написанные Райсом, попадали в список бестселлеров делового журнала «Businessweek» несколько раз[3][4].